# POSIX
POSIX, eller Portable Operating System Interface, är ett antal sammanhörande standarder specificerade av IEEE för att definiera programmeringsgränssnittet (API:et) för Unix-besläktade operativsystem. Standarderna betecknas formellt IEEE 1003.1.
Standarderna innebär en betydande förenkling vid portering av program mellan operativsystem som följer POSIX (till exempel att konvertera ett program från Linux till BSD). De förenklar också utvecklingen av operativsystem enligt principen det finns ingen anledning att uppfinna hjulet på nytt.

## POSIX-varianter

### POSIX.1, kärntjänster (inklusiveStandard ANSIC)
- Processkapande och -kontroll.
- Signaler
- Flyttalsundantag
- Segmenteringsbrott
- Otillåten programkod
- Buss-fel
- Timers
- Fil- och katalogoperationer
- Pipes
- ANSI Standard C
- I/O-portar, gränssnitt och kontroll.

### POSIX.1b, realtidsutökningar
- Schemaläggningsprioritering (hantering av schedulering)
- Realtidssemaforer
- Klockor och tidtagare
- Semaforer
- Meddelandehantering
- Delat minne
- Asynkron och synkron I/O
- Minneslås

### POSIX.1c, trådutökningar
- Trådskapande, -kontroll och -upprensning.
- Trådschedulering
- Trådsynkronisering
- Trådsemaforer